# 黄泥镇 (永兴县)
黄泥乡，是中华人民共和国湖南省郴州市永兴县下辖的一个乡镇级行政单位。

## 行政区划
黄泥乡下辖以下地区：
晓源村、杨家村、黄沙村、大村、沙坑村、羊冲村、石虎村、泉田村、姜冲村、毫山村、庄山村、埠头村、木梓塘村、汶村、东泽村、板冲村、长洞村、耒头村、六合村、元木村、大江边村和涌水村。